# أرماند جونغ
أرماند جونغ (بالفرنسية: Armand Jung) هو سياسي فرنسي، ولد في 13 ديسمبر 1950 في فرنسا. حزبياً، نشط في الحزب الاشتراكي.

## مناصب
- انتخب نائب فرنسي عن دائرة الدائرة الأولى للراين السفلى [الإنجليزية]‏ خلال فترته النيابية (20 يونيو 2012 – 3 مارس 2016).
- انتخب نائب فرنسي عن دائرة الدائرة الأولى للراين السفلى [الإنجليزية]‏ خلال فترته النيابية [الإنجليزية]‏ (20 يونيو 2007 – 19 يونيو 2012).
- انتخب نائب فرنسي عن دائرة الدائرة الأولى للراين السفلى [الإنجليزية]‏ خلال فترته النيابية  [لغات أخرى]‏ (19 يونيو 2002 – 19 يونيو 2007).
- انتخب عضو المجلس العام  [لغات أخرى]‏.
- انتخب نائب فرنسي عن دائرة الدائرة الأولى للراين السفلى [الإنجليزية]‏ خلال فترته النيابية  [لغات أخرى]‏ (5 يوليو 1997 – 18 يونيو 2002).

## وصلات خارجية
لا توجد روابط لمواقع التواصل الاجتماعي.

- الموقع الرسمي